# Кальчинате
Кальчинате (ломб. Calsinàt,італ. Calcinate) — муніципалітет в Італії, у регіоні Ломбардія, провінція Бергамо.
Кальчинате розташоване на відстані близько 470 км на північний захід від Рима, 55 км на схід від Мілана, 14 км на південний схід від Бергамо.
Населення — 5932 особи (2014).
Щорічний фестиваль відбувається 15 серпня. Покровитель — Maria Assunta in cielo.

## Демографія
Населення за роками:

Станом на 1 січня 2023 року в муніципалітеті офіційно проживало 1047 іноземців з 39 країн, серед них 141 громадянин країн Євросоюзу та 18 громадян України.

## Сусідні муніципалітети
- Баньятіка
- Больгаре
- Кавернаго
- Коста-ді-Меццате
- Гізальба
- Морніко-аль-Серіо
- Палоско
- Серіате

## Відомі особистості
В поселенні народився:
- Фабіо Воло (* 1972) — італійський письменник, актор, радіо і телеведучий.